# Arroyo Granizo
Arroyo Granizo es una localidad del estado mexicano de Chiapas. Es parte del municipio de Ocosingo.

## Demografía
| Gráfica de evolución demográfica |
|                                  |

| Censo | Población |
| ----- | --------- |
| 1970  | 440       |
| 1980  | 713       |
| 1990  | 883       |
| 2000  | 852       |
| 2010  | 1 349     |
| 2020  | 1 032     |